# Justin Lamoureux
Justin Lamoureux (Red Bank, 26 agosto 1976) è un ex snowboarder canadese.

## Biografia
Specializzato nell'halfpipe e attivo in gare FIS dal marzo 1997, Lamoureux ha debuttato in Coppa del Mondo il 13 dicembre dello stesso anno, giungendo 65º a Whistler. Il 21 dicembre 2002 ha ottenuto il suo primo podio, classificandosi 3º a Stoneham nella gara vinta dal tedesco Vinzenz Lüps. Nella stagione 2009-2010 si è aggiudicato la Coppa del Mondo di halfpipe.
In carriera ha preso parte a due rassegne olimpiche e a nove iridate, vincendo la medaglia d'argento nel 2005.

## Palmarès

### Mondiali
- 1 medaglia:
  - 1 argento (halfpipe a Whistler 2005)

### Coppa del Mondo
- Vincitore della Coppa del Mondo di halfpipe nel 2010
- 3 podi:
  - 1 secondo posto
  - 2 terzi posti